# Campeonato Mundial Juvenil de Béisbol de 2004
La Campeonato Mundial Juvenil de Béisbol 2004 fue una competición de béisbol internacional que se disputó en Taiwán, República de China, del 3 de septiembre al 12 de septiembre organizado por la IBAF.

## Posiciones finales
| Pos | Equipo         | V | D |
| --- | -------------- | - | - |
|     | Cuba           | 6 | 0 |
|     | Japón          | 4 | 2 |
|     | Corea del Sur  | 5 | 1 |
| 4°  | Estados Unidos | 3 | 3 |
| 5°  | China Taipéi   | 2 | 2 |
| 6°  | Italia         | 2 | 3 |
| 7°  | Panamá         | 2 | 3 |
| 8°  | Australia      | 2 | 3 |
| 9°  | Países Bajos   | 1 | 3 |
| 10° | Alemania       | 0 | 4 |
| 11° | Sudáfrica      | 0 | 5 |